# 蓝点缰鰕虎鱼
蓝点缰鰕虎鱼（学名：Amoya gracilis）為輻鰭魚綱鰕虎鱼目鰕虎鱼科缰鰕虎鱼屬的其中一種。其种加词来源于拉丁文“gracilis”，意为“纤细的”。

## 习性
蓝点缰鰕虎鱼是海鱼的一种，生活在热带区域的海洋底部。

## 地域分布
蓝点缰鰕虎鱼生活于中西太平洋，即新加坡，巴布亚新几内亚和澳大利亚一带。

## 其他
蓝点缰鰕虎鱼对人类无害。